# همسر (فیلم ۱۹۲۲)
همسر (انگلیسی: Any Wife) یک فیلم به کارگردانی هربرت برنون است که در سال ۱۹۲۲ منتشر شد. از بازیگران آن می‌توان به پرل وایت اشاره کرد.